# 图里 (卢瓦-谢尔省)
图里（法語：Thoury，法語發音：[tuʁi]）是法国卢瓦-谢尔省的一个市镇，位于该省东部偏南，属于罗莫朗坦-朗特奈区。

## 地理
图里（47°37'47"N, 1°35'47"E）面积15.76 平方千米，位于法国中央-卢瓦尔河谷大区卢瓦-谢尔省，该省份为法国中北部省份，北起厄尔-卢瓦省，东北接卢瓦雷省，东南接谢尔省，南至安德尔省，西南接安德尔-卢瓦尔省，西北接萨尔特省。
与图里接壤的市镇（或旧市镇、城区）包括：尚博尔、科松河畔克鲁伊、迪宗、讷维、圣洛朗-努昂。

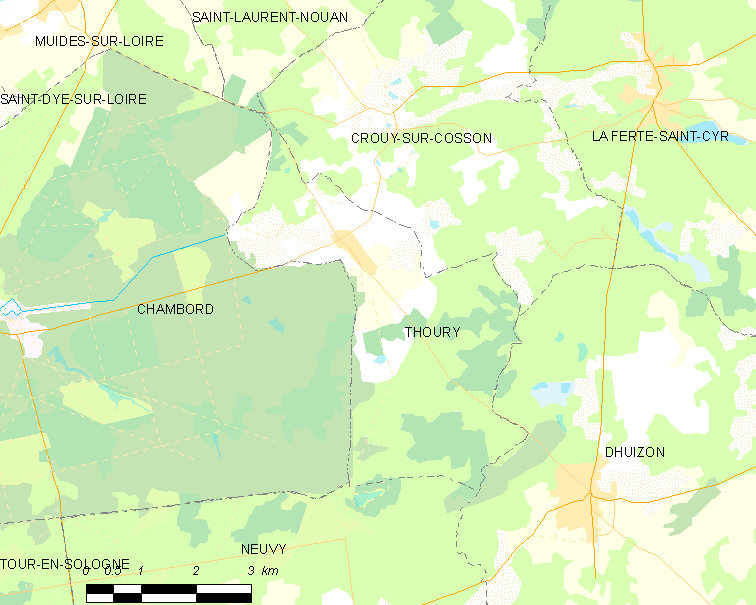
的OSM定位图

图里的时区为UTC+01:00、UTC+02:00（夏令时）。

## 行政
图里的邮政编码为41220，INSEE市镇编码为41260。

## 政治
图里所属的省级选区为尚博尔县。

## 人口

1962-2008年间人口变化图示

图里于2022年1月1日时的人口数量为425人。